# Tarki (Rosja)
Tarki – osiedle typu miejskiego w Rosji, w Dagestanie. W 2010 roku liczyło 15 356 mieszkańców.